# Линен (река)
Линен (фр. Lunain) је река у Француској. Дуга је 51 km. Улива се у Лоан. 